# 1292
1292 (MCCXCII) fue un año bisiesto comenzado en martes del calendario juliano.

## Acontecimientos
- enero: rebelión de los nobles de Estiria en el Landsberger Bund, aplastada por Alberto I de Habsburgo el 6 de marzo, pero las demandas de los conspiradores son cumplidas por Alberto, que quiere mantener su espalda libre para una posible elección real.
- 20 de marzo: Alberto I de Habsburgo perdona a los rebeldes y confirma los privilegios de Estiria en Friesach.
- 27 de marzo: el caballero Juan de Lantwyck se casa con Margarita de Brabante, conocida como Tervueren, una hija legítima del duque Juan I de Brabante.
- abril: durante las Guerras entre Suiza y la Casa de Habsburgo, un escuadrón de la ciudad imperial libre de Zúrich aparece a las puertas de la ciudad de los Habsburgo de Winterthur y trata de conquistarla.
- 5 de abril: comienza el Cónclave de 1292-1294.
- 4 de mayo: Lyon está bajo la custodia del rey de Francia.
- 5 de mayo: Preocupados por el poder de los Habsburgo, los príncipes alemanes se niegan a elegir a Alberto I de Habsburgo como rey de los romanos. Adolfo de Nassau es elegido después de extensas concesiones al Príncipe-Elector.
- 24 de junio: Adolfo de Nassau es coronado emperador romano en Aquisgrán, debido a importantes promesas electorales al Elector de Colonia y al Arzobispo Siegfried de Westerburg, de los cuales él redimirá solo una fracción de esto.
- octubre: en la batalla de St. Georgen, en las afueras de la ciudad de Winterthur, un ejército de los Habsburgo derrota al escuadrón de Zúrich. Como resultado de la derrota, se rompe la alianza anti-Habsburgo de Zúrich con la ciudad imperial de Lucerna y las ciudades imperiales inmediatas, Uri y Schwyz.
- 14 de octubre: en la península ibérica tiene lugar la conquista de Tarifa, en manos del Sultanato benimerín, por Sancho IV de Castilla, con ayuda de la Corona de Aragón, la República de Génova y el Emirato de Granada.
- 15 de octubre: Raden Wijaya, yerno de Kertanagara, hace su sumisión al rey de Kediri, Jayakatwang, quien tomó el poder. Hizo alianza con los mongoles que invadieron Java en 1293 para derrocar a Jayakatwang y encontraron el reino de Majapahit.
- 17 de noviembre: Juan Balliol es seleccionado por el rey Eduardo I de Inglaterra como Rey de Escocia en Berwick, entre los 13 competidores de la Corona de Escocia; Eduardo luego trata a Juan como un gobernante títere y a Escocia como un estado vasallo, que finalmente provocó las guerras de Independencia de Escocia, comenzando en 1296.
- 19 de noviembre, Eduardo I de Inglaterra, al frente de un ejército fuerte, confirma la decisión de la comisión.
- 23 de diciembre: El Hospital de la Herrada otorga a Quintanilla de Onsoña la Carta foral de Quintanilla de Onsoña.
- 26 de diciembre: Juan Balliol rinde homenaje a Eduardo I de Inglaterra en Newcastle.
- El reino de Lanna , del norte de Tailandia, conquista y anexa al reino Mon de Haripunchai.
- Fundación de Villarrobledo (Castilla-La Mancha) en su emplazamiento actual.
- Toma de la ciudad de Tarifa durante la Reconquista por parte de Sancho IV de Castilla.
- El sultán mameluco de Egipto, Jalil, invade el Reino armenio de Cilicia.
- Fecha probable de construcción de la Urna de San Cándido, de autor anónimo.
- El rey Mangrai el Grande de Ngoenyang conquista y se anexa el reino Mon de Hariphunchai, creando una unión política en la forma del Reino Lanna.
- La dinastía Vaghela en Guyarat está subyugada por la dinastía Yadava de Daulatabad.
- El sultán mameluco de Egipto, Al-Ashraf Khalil, invade el reino armenio de Cilicia.
- La dinastía Isfendiyarid se funda en la provincia de Kastamonu.
- Los mongoles aterrizan en Java, tomando la capital, pero resulta imposible mantenerla.
- La Taxatio Ecclesiastica, compilada en 1291–92, se completa bajo la orden del papa Nicolás IV.
- Inscripción del rey de Sukhothai Ramkhamhaeng, la primera conocida en idioma tailandés. Da información precisa sobre Siam en el siglo XIII.
- Mengrai el Grande, rey de Lanna, se apodera de Haripunchai (actual Lamphun) que integra a sus estados.
- Al regresar de la corte del emperador chino Kubilai Khan, Marco Polo se detiene en Perlak, en el norte de Sumatra. Menciona la presencia de los musulmanes.
- Ala ed-Din, sobrino del Sultán de Delhi, rechaza una redada de 150,000 mongoles en la India. Uno de ellos, Ulghu, se convierte al Islam con un gran grupo. Ala ed-Din lidera una expedición en el Mâlwa y toma Bhilsa.
- Kertanagara, rey de Singosari en Java Oriental (ahora Indonesia), es asesinado durante una revuelta dirigida por el rey de Kediri Jayakatwang.
- Los incidentes en el puerto de Bayona entre marineros franceses e ingleses llevaron a una guerra marítima, que llevó a la conquista de Guyena por Felipe IV de Francia (1294).
- El zar Jorge I de Bulgaria pierde el apoyo de la nobleza y es derrocado en un complot de los boyardos. Huye a Constantinopla. Con la aprobación de Nogai, el Khan de la Horda de Oro, Smilez es elegido como el nuevo Zar.

## Nacimientos
- 15 de enero: Juana II de Borgoña reina de Francia, esposa de Felipe V de Francia, hija de Oton IV, conde palatino de Borgoña, y de Mahaut de Artois;
- 20 de enero: Isabel I de Bohemia ("Eliška Přemyslovna" ), princesa de la dinastía Premislidas que se convirtió en reina consorte de Bohemia, esposa del rey Juan el Ciego .
- 28 de mayo: Felipe de Castilla, infante de Castilla, hijo de Sancho IV de Castilla y de María de Molina, señor de Cabrera y Ribera, de Lemos y Sarria, adelantado mayor de Galicia, merino mayor de Galicia, pertiguero mayor de Santiago, comendero de la Iglesia de Lugo, mayordomo mayor del rey Alfonso XI de Castilla;
- 3 de octubre: Leonor de Clare, hija mayor de Gilbert de Clare, conde de Hertford y de Gloucester, y Juana de Acre, esposa de Hugo Despenser el Joven;
- Alonso Jofre Tenorio, almirante mayor de la mar y I señor de Moguer;
- Chu Van An, mandarín vietnamita de alto rango que fue profesor y rector de la Academia de Hijos de la Nación, poeta de Việt Nam bajo la dinastía Trần;
- Dolpopa Sherab Gyaltsen, maestro del budismo tibetano;
- Elisenda de Moncada, reina consorte de la Corona de Aragón, cuarta y última de las esposas de Jaime II de Aragón;
- Eufrosina de Mazovia, duquesa de Oświęcim;
- Henry Burghersh, obispo y canciller inglés;
- Ibn al-Qayyim, jurista suní y exégeta del Corán, uno de los imanes más prominentes de la doctrina Hanbali;
- Irene Chumnaina, hija de Nicéforo Chumno y monja con el nombre de Eulogie, fundadora de monasterio, abadesa y teóloga;
- Isabel de Francia, hija de Felipe IV de Francia y de Juana I de Navarra. Llamada la Loba de Francia ("Louve de France");
- Isabel de Hungría, princesa húngara, monja dominica. Hija de Andrés III de Hungría y Fenenna de Polonia, último miembro de la Casa de Árpad;
- Isabel de Valois, hija de Carlos de Valois, conde de Valois y Margarita de Anjou.
- Juan II de Chalon-Auxerre, Conde del Trueno.
- Juan VI Cantacuceno, estadista, emperador bizantino e historiador;
- Kikuchi Taketoki, samurái, duodécimo líder del clan Kikuchi;
- Luchino Visconti, condotiero, señor de Milán y de Pavía;
- Richard de Wallingford, monje, matemático, astrónomo y astrólogo inglés, abad en la Abadía de Saint Alban (catedral de Saint Alban) en Hertfordshire.

## Fallecimientos
- 4 de abril: Nicolás IV, papa.
- 24 de julio: Cunegunda de Polonia.
- Alfonso García de Villamayor, ricohombre castellano de la Casa de Villamayor, adelantado mayor de Murcia y de Andalucía, señor de Celada, y mayordomo mayor del rey Alfonso X.
- Guiraut Riquier de Narbona , uno de los últimos trovadores occitanos.
- Isabel Alfonso de Molina;
- Marjorie de Carrick;
- Eufrósine de Opole;
- Fernando de Ávila;
- Thibaud Gaudin;
- Gertrudis de Hackeborn;
- Miguel I, obispo;
- Guillermo VII de Montferrato;
- Nicolás IV, papa.
- Vahtang II, rey de Georgia;